# Kavak, Akıncılar
Kavak là một xã thuộc huyện Akıncılar, tỉnh Sivas, Thổ Nhĩ Kỳ. Dân số thời điểm năm 2011 là 45 người.